# Први пут с оцем на јутрење (филм из 1968)
Први пут с оцем на јутрење је југословенски ТВ филм из 1968. године. Режирао га је Влада Петрић а сценарио је написан по истоименој приповетки Лазе Лазаревића.

## Улоге
| Глумац                 | Улога |
| ---------------------- | ----- |
| Босиљка Боци           |       |
| Бранислав Цига Јеринић |       |
| Милан Пузић            |       |
| Марко Тодоровић        |       |